# Probithia
Probithia is een geslacht van vlinders van de familie spanners (Geometridae), uit de onderfamilie Ennominae.

## Soorten
- P. exclusa Walker, 1860
- P. subferruginea Bastelberger, 1907
- P. turpis Warren, 1897